# 埃蘭薇
埃蘭薇（Elenwë），是英國作家約翰·羅納德·鲁埃爾·托爾金（J.R.R. Tolkien）的史詩式奇幻小說《精靈寶鑽》中的人物。
她是諾多族精靈第五任最高君王特剛（Turgon）之妻，在橫渡西爾卡瑞西海峽（Helcaraxë）時墮海身亡。

## 名字
埃蘭薇（Elenwë）一名是昆雅語，解作「星辰之人」Star-person。因為她從未到達中土大陸，故此她沒有一個辛達林語版本的名字。
早期版本裡，埃蘭薇的名字是Alairë。

## 總覽
埃蘭薇是凡雅族精靈（Vanyar）。關於她父母的資料不明，但應該都是凡雅族的一員。她嫁給了芬國昐家族（House of Fingolfin）的特剛，為他生下獨女伊綴爾（Idril），而伊綴爾遺傳了母親的金髮。
她與其他凡雅族精靈的性格截然不同，埃蘭薇是唯一一位已知的純血統凡雅族精靈會肯離棄維林諾（Valinor），前去中土大陸。其他愛上諾多族的凡雅精靈也不肯離開，例如是芬羅德（Finrod）的伴侶雅瑪瑞伊（Amarië）。

## 生平
埃蘭薇生於雙樹紀的維林諾。她與特剛在維林諾時成婚，並生下了女兒伊綴爾。在維林諾黑暗之後，她因為對特剛的愛，故此甘心拋棄維林諾與她的親族，前去中土大陸。
雙樹紀1500年，芬國昐（Fingolfin）領導被費諾（Fëanor）一行人拋棄的諾多族精靈（Noldor）橫越西爾卡瑞西海峽。渡海期間，堅冰碎裂使伊綴爾與埃蘭薇墮海，特剛拼命拯救她們，幾乎連自己都淹死冰海裡，但都於事無補，只救起伊綴爾，而埃蘭薇卻消失於堅冰之下。

## 早期版本
早期版本裡，埃蘭薇原名為Alairë，而且性格與一般凡雅族精靈相同，拒絕放棄維林諾，前去中土大陸。

## 資料來源
1. 1 2  《中土世界的歷史》 Vol.11《珠寶之戰》 "The Annals of Aman"
2. ↑  Vol.12《中土世界的民族》 "The Shibbeloth of Feanor"：「Elenwe her mother had no Sindarin name, for she never reached Beleriand.」
3. 1 2  《珠寶之戰》 "Maeglin"：「Turgon ... had no heir: for his wife, Alairë, was of the Vanyar and would not forsake Valinor.」
4. ↑  《精靈寶鑽》 2002年 聯經初版翻譯 第十五章《諾多族在貝爾蘭》
5. ↑  《中土世界的民族》 "The Shibbeloth of Feanor"：「He had himself come near to death in the bitter waters when he attempted to save her and his  daughter Itaril, whom the breaking of treacherous ice had cast into the cruel sea. Itaril he saved; but the body of Elenwe was covered in fallen ice.」當中的"he"是指特剛，"her"是指埃蘭薇，而Itaril是伊綴爾一名的昆雅語版本。